# Зміїний маг
«Зміїний маг» (англ. Serpent Mage) — фентезійний роман американського письменника Грега Біра, опублікований 1985 року. Сиквел роману «Концерт безкінечності».

## Сюжет
Майкл Перрін повертається додому на Землю, де продовжує жити з батьками та займатися підготовкою. Перрін успадкував будинок та маєток Арно Волтірі. Він переїжджає до нового будинку й починає переглядати документи Валтірі, де знаходить дивну інформацію про тіла, виявлені в сусідньому готелі. З Майклом зв’язується працівниця музичного факультету з UCLA, Крістін Пендерс. Пендери шукають Infinity Concerto - Opus 45 з надією, що він залишився у маєтку Уолтірі, з метою виконати незавершену симфонію Малера та виконати ці два твори разом. Майкла тренує учень Сіде, який намагається домовитись про мир між Сідхами та людьми.